# Boorama
Boorama er en by i Awdal-provinsen i det nordvestlige Somalia. Kontrollen over Boorama er omstridt mellem Awdalland, en foreslået autonom stat, og Somaliland, en selvudnævnt republik, som internationalt anses for at være en autonom region i Somalia. Boorama har en lufthavn med international trafik.

9°56′N 43°11′Ø / 9.933°N 43.183°Ø